# Vincent Hanna
El Teniente Vincent Hanna (nacido el 15 de julio de 1943) es un personaje ficticio en la cinta Heat, interpretado por el actor Al Pacino.

## Perfil del personaje
Según su expediente, Vincent Hanna nació el 15 de julio de 1943. Sirvió en el cuerpo de Marines de los Estados Unidos. Después de retirarse de los Marines, se unió a la Policía en la década de los 1970s. Trabajó en el Departamento de Policía de Chicago, ascendiendo hasta el grado de detective. Hanna es extremadamente dedicado a su trabajo, adquirió renombre al desmantelar varias peligrosas bandas del crimen organizado en esa ciudad, entre ellas la banda de "Frankie", considerada de las más peligrosas. Hanna ha trabajado en departamentos como Crímenes Violentos, Narcóticos y actualmente en el departamento de Robo con Homicidio de la Policía de Los Ángeles. Debido a su pasado militar y experiencia policíaca, es un tirador preciso con arma larga y corta. De arma corta reglamentaria, Hanna porta una pistola Colt M1911 Modelo de Oficiales calibre .45 y de arma larga porta un rifle de asalto FN FNC 5,56 × 45 mm.
En lo que respecta su vida personal, Hanna se ha divorciado dos veces y su actual matrimonio con Justine (interpretada por Diane Venora) pasa por una fase terminal. Justine tiene una hija adolescente, Lauren Gustafson (Natalie Portman), de un matrimonio previo. Los tres viven en la casa del exesposo de Justine en Los Ángeles. Los problemas de la pareja se deben principalmente a la obsesión de Hanna con su trabajo y el poco tiempo que él pasa en casa.

### Otros datos
- Al Pacino fue el primer y único actor considerado por el director Michael Mann para interpretar a Hanna.
- Según Al Pacino, en el guion original Hanna consumía cocaína. En la cinta se omitió el detalle.[1]